# 市川裕
市川 裕（いちかわ ひろし、1953年 - ）は、日本の宗教学者、東京大学人文社会系研究科名誉教授。ユダヤ教の研究が専門。

## 経歴
1976年、東京大学法学部を卒業し、1978年に同大学院人文科学研究科修士課程修了。専門は宗教学・宗教史学。同大学院博士課程在学中の1982から1985年にかけてヘブライ大学(エルサレム)に留学。1986年に博士課程単位取得退学。
卒業後は筑波大学哲学・思想系文部技官、1990年より講師。1991年に東京大学文学部助教授として移り、2004年より教授。2019年に定年退任し、名誉教授となる。

## 著書

### 単著
- 『ユダヤ教の精神構造』東京大学出版会、2004年、ISBN 978-4130104067
  - 増補新装版、2020年、ISBN 978-4130104166
- 『ユダヤ教の歴史』山川出版社〈宗教の世界史 7〉、2009年、ISBN 978-4634431379
- 『ユダヤ人とユダヤ教』岩波書店〈岩波新書〉、2019年、ISBN 978-4004317555
- 『ユダヤ的叡智の系譜 タルムード文化論序説』東京大学出版会、2022年、ISBN 978-4130160445

### 編著
- 『図説 ユダヤ教の歴史』河出書房新社〈ふくろうの本〉、2015年、ISBN 978-4309762302

### 共編
- 『聖典と人間』鎌田繁編、大明堂、1998年、ISBN 978-4470201068
- 『ユダヤ人と国民国家』臼杵陽・大塚和夫・手島勲矢編、岩波書店、2008年、ISBN 978-4000254083

### 監修
- 竹中充生著『ユダヤの格言 知られざる教典「タルムード」の教え 』マイナビ出版〈マイナビ新書〉、2011年、ISBN 978-4839940461

## 翻訳
- 『ユダヤ人 その信仰と生活』アラン・ウンターマン、石川耕一郎共訳、筑摩書房 1983
- 『ユダヤ教聖典入門 トーラーからカバラーまで 』R.C.ムーサフ＝アンドリーセ（Rosetta C. Musaph-Andriesse）、教文館 1990
- 『タルムード モエードの巻 メギラー篇 』岩下暘示共訳、ライブ 1993
- 『タルムード入門 2-3 』A.コーヘン、藤井悦子共訳、教文館 1997